# Descent
Descent – gra komputerowa z gatunku first-person shooter wydana w 1995 roku.
W grze gracz wciela się w pilota kosmicznego myśliwca Pyro na usługach korporacji PTMC, który został wysłany w celu zniszczenia kopalń. Roboty tam pracujące zostały zarażone wirusem i zamieniły się w zabójców. Naszym zadaniem będzie destrukcja oraz uratowanie niedobitków. Ogólnie w każdym etapie musimy zniszczyć reaktor i uciec swego rodzaju kominem.